# Певче
Певче (укр. Півче) — село в Мизочской поселковой общине Ровненского района Ровненской области Украины.
До 2020 года входило в Здолбуновский район.
Население по переписи 2001 года составляло 374 человека. Почтовый индекс — 35743. Телефонный код — 3652.